# Próteusz (képregény)
Kevin MacTaggert, ismertebb nevén Proteus, vagy magyarul Próteusz esetleg X-Mutáns, egy Marvel képregény karakter. Kitalálója Chris Claremont író és John Byrne.
Első megjelenése az Uncanny X-Men 125. számában volt (1979 szeptember).

## Rövid karaktertörténet
Kevin az orvos Moira MacTaggert és a politikus Joseph MacTaggert mutáns fia volt, egyike a leghalálosabb mutánsoknak, akiket a Marvel-képregényekben csak találhattunk.
Joseph MacTaggert feleségét boldogtalan házasságba kényszerítette. A fiú tanúja volt annak, ahogy apja bántalmazza anyját.
Otthonukon, a Muir-szigeten kezdte kitapasztalni növekvő képességeit, ami ellenőrizhetetlen energiaéhséget keltett benne.
Moira, hogy megvédje saját magukat és fiát, kénytelen volt bezárni Kevint. Fia titkának megőrzésének érdekében elkezdte mások előtt csak X-Mutánsként emlegetni.
Kevin évekig a cellájában maradt, míg egy napon, egy Magnetó (Magneto) és X-men között zajló csatát követve, képes volt elmenekülni. Szabadulás közben kapcsolatba lépett Főnix-szel (Phoenix), Polaris-szal, és a Többszörös Emberrel (Multiple Man), a cellája energiamezői híján azonban saját testét kezdte kiégetni.
Az egyetlen ideiglenes megoldást az jelentette, hogy megszáll pár emberi hordozót.
Kevin Próteusznak hívta magát a görög isten után. Edinburgh-be ment, hogy megszállja apját, Joseph-et, majd újra szembeszállt X-Mennel. Joseph MacTaggert teste a harcban használhatatlanná vált, mielőtt más hordozót kereshetett volna. Kolosszus (Colossus) acélformájában megsebezte Próteusz energia-formáját, aki nem volt ellenálló a fémmel szemben, és képtelen volt fenntartani önnön alakját. Feloszlott és szétszóródott az egész világon.
Kis idővel a halála után Moira MacTaggert fia klónozásán gondolkozott, de Sean Cassidy sikeresen lebeszélte arról.
Pár évvel később az Advanced Idea Mechanics (A.I.M.) újrateremtette Próteuszt. A szervezet egy nőt használt és mutáns fiát (Piecemeal), hogy összegyűjtsék az X-Mutáns szétszóródott energiáit. Amint a fiú elkezdte magába szívni ezeket az erőket, a teste megnőtt, így kikerülve a kontroll alól. A New Warriors, az Új Mutánsok (New Mutants), a Muir Islanders, és az eredeti X-Faktor sem volt elég az új teremtmény ellen, amely végezetül saját magát semmisítette meg.